# Gilibelemnon octodentatum
Gilibelemnon octodentatum is een Pennatulaceasoort uit de familie van de Stachyptilidae. De wetenschappelijke naam van de soort is voor het eerst geldig gepubliceerd in 2002 door Lopez Gonzalez & Williams.